# Акилов, Владимир Константинович
Владимир Константинович Акилов (род. 4 сентября 1941 года в Нижнем Новгороде) — советский и российский конькобежец и тренер. Мастер спорта СССР (1958). Заслуженный тренер России (1977).

## Биография
Он родился и живёт в Нижнем Новгороде. В возрасте 14 лет Акилов пришёл в секцию конькобежного спорта, и тренировался в нижегородской спортивной школе «Водник» у Нины Александровны Авдониной и Аркадия Сергеевича Вереина. После окончания школы поступил в нижегородский пединститут. В 1958 году получил звание Мастер спорта СССР. В начале 60-х ушёл в армию, а после вернувшись, с сентября 1965 года Акилов стал работать тренером в спортклубе "Торпедо". С 1970 года стал старшим тренером. 
Занимался поиском талантливых детей, разрабатывал собственные методики. Со своими ходил в походы, проводил сборы, устраивая с учениками палаточные лагеря. К каждому воспитаннику, к каждому спортсмену он подходил индивидуально. Писал планы, обдумывал тренировки..
Его ученик Владимиром Кулёмин в 1973 году завоевал две серебряные медали юниорского первенства мира. Галина Никитина стала бронзовым призёром на чемпионате мира в классическом многоборье. В том же 1977 году Акилову было присвоено звание Заслуженный тренер РСФСР. Его ученик Сергей Березин, Чемпион СССР 1980 года в классическом многоборье, неоднократный призёр чемпионатов СССР, в 1981 году на чемпионате мира в классическом многоборье на своей коронной десятке выиграл малую золотую медаль. Трижды – в 1980‑м, 1984‑м и 1988 годах был участником Олимпийских игр.
Галина Панькова, ставшая со временем супругой Владимира Акилова, была бронзовым призёром чемпионата СССР в беге на 500 метров, Сергей Степанов, Любовь Мартюшова, Александр Железнов, Андрей Муратов и многие его выпускники не раз побеждали, становились призёрами на чемпионатах и первенствах страны, международных соревнованиях.
До сих пор Акилов является личным тренером Дарьи Качановой и Натальи Ворониной, которые неоднократно были чемпионками России, призёрами мировых и европейских первенств.
За 57 лет он смог подготовить двух заслуженных мастеров спорта, 11 мастеров спорта международного класса и более 30 мастеров спорта и по прежнему трудится с 2001 года в ГБОУ ДОД КСДЮСШОР №1.(ныне МБОУ ДО КСШОР №1 ). В 2015-2019 годах признан лучшим тренером Нижегородской области в зимних видах спорта, в 2017 – тренер года Союза конькобежцев России.

## Награды
- 1977 год - присвоено звание «Заслуженный тренер РСФСР».
- 1982 год – награжден медалью «За трудовые заслуги».
- 1991 год – награжден медалью «За трудовое отличие».
- 1997 год – занесен на Доску Почета ОАО «ГАЗ».
- 2001 год – награждён Почётным знаком «За заслуги в развитии физической культуры и спорта»